# 姚蘇蓉
姚蘇蓉（1945年12月5日—），台灣女歌手，為華語歌壇1960年代著名且最具實力的歌后，有盈淚歌后、禁唱歌后、東南亞歌后之稱。藉由1966年參加正聲電台所主辦歌唱比賽，獲得評審青睞得到冠軍，在翁清溪老師的促成下，與當時海山唱片公司簽約，才進入演藝世界，以一曲〈負心的人〉令她一炮而紅；更以一首電影主題曲〈今天不回家〉，紅遍東南亞，加上深具特色與實力唱腔，很快成了華語歌壇超級天后。目前旅居馬來西亞吉隆坡。

## 演藝歷程

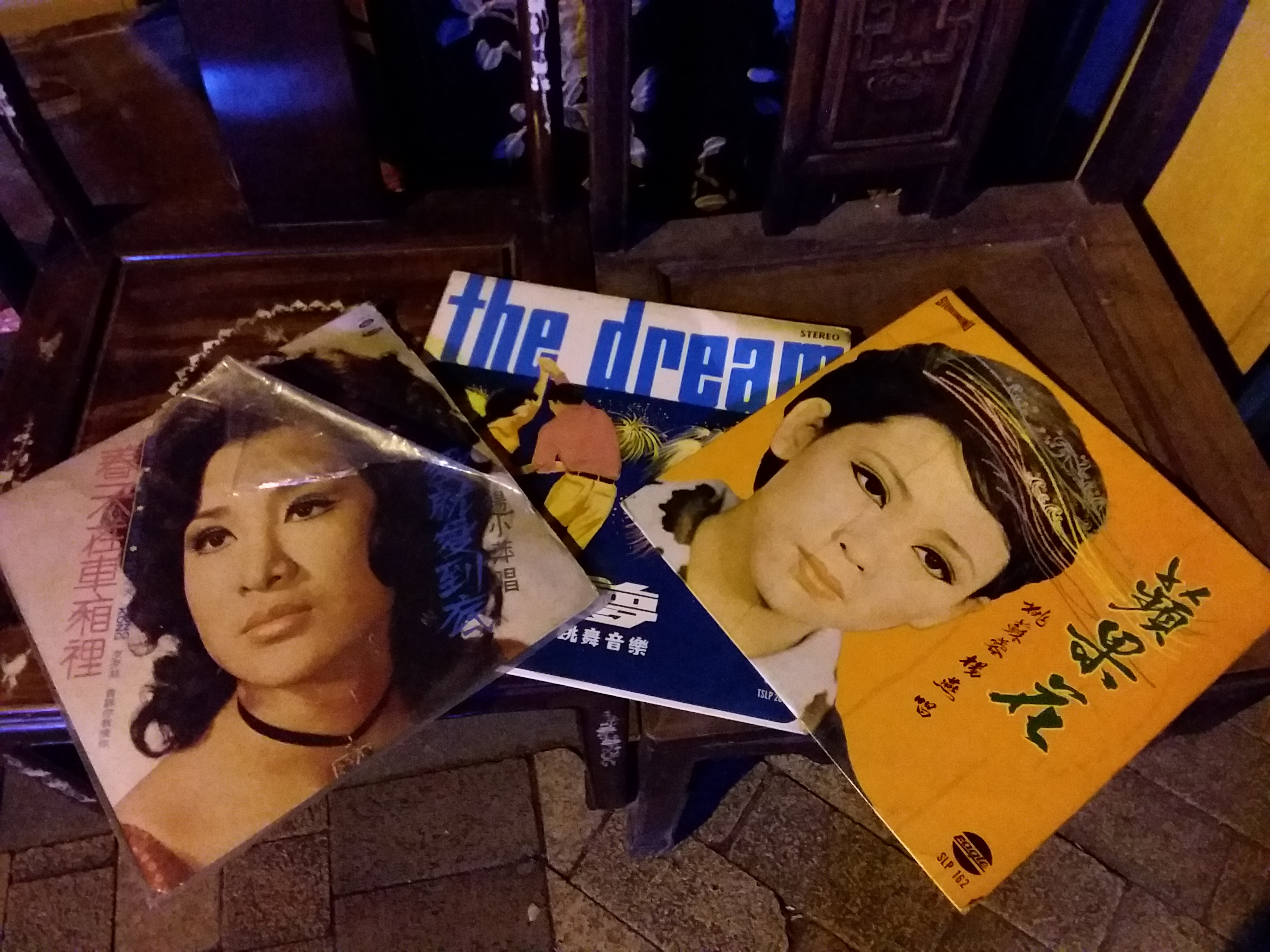

姚蘇蓉在1967年曾以一曲〈秋水伊人〉贏得「盈淚歌后」的美譽， 然而電影今天不回家的同名主題曲〈今天不回家〉十分特別， 在當時來說兼具現代感與傳統妙趣的歌， 讓她打開更受歡迎的全新歌路。 〈今天不回家〉的成功無論是對作曲者左宏元或是姚蘇蓉來說， 都是正面創新的肯定。後來他們師徒又合作不少所謂「姚派唱法」的歌曲， 有名的還有〈負心的人〉、〈像霧又像花〉等等。
曾為多部電影演唱主題曲的姚蘇蓉，在第30屆金馬獎頒獎典禮公開演出後，一直退居幕後，隱居於吉隆坡，2020底應邀在新加坡演藝圈資深人士歐偉毅與跨界多棲主持人陳韋霖設立的「偉韋道來」直播節目再度現身，2021年農曆年初四再度登上該節目，和甄珍、胡錦、周丹薇等連線對談。

## 外部連結
- 姚蘇蓉的Facebook專頁
- 姚蘇蓉在香港影庫上的簡介